# Xenopipo atronitens
El saltarín negro (en Venezuela, Perú y Colombia) (Xenopipo atronitens), también denominado bailarín prieto, es una especie de ave paseriforme de la familia Pipridae, una de las dos pertenecientes al género Xenopipo. Es nativo de las regiones amazónica y guayanesa de América del Sur.

## Distribución y hábitat

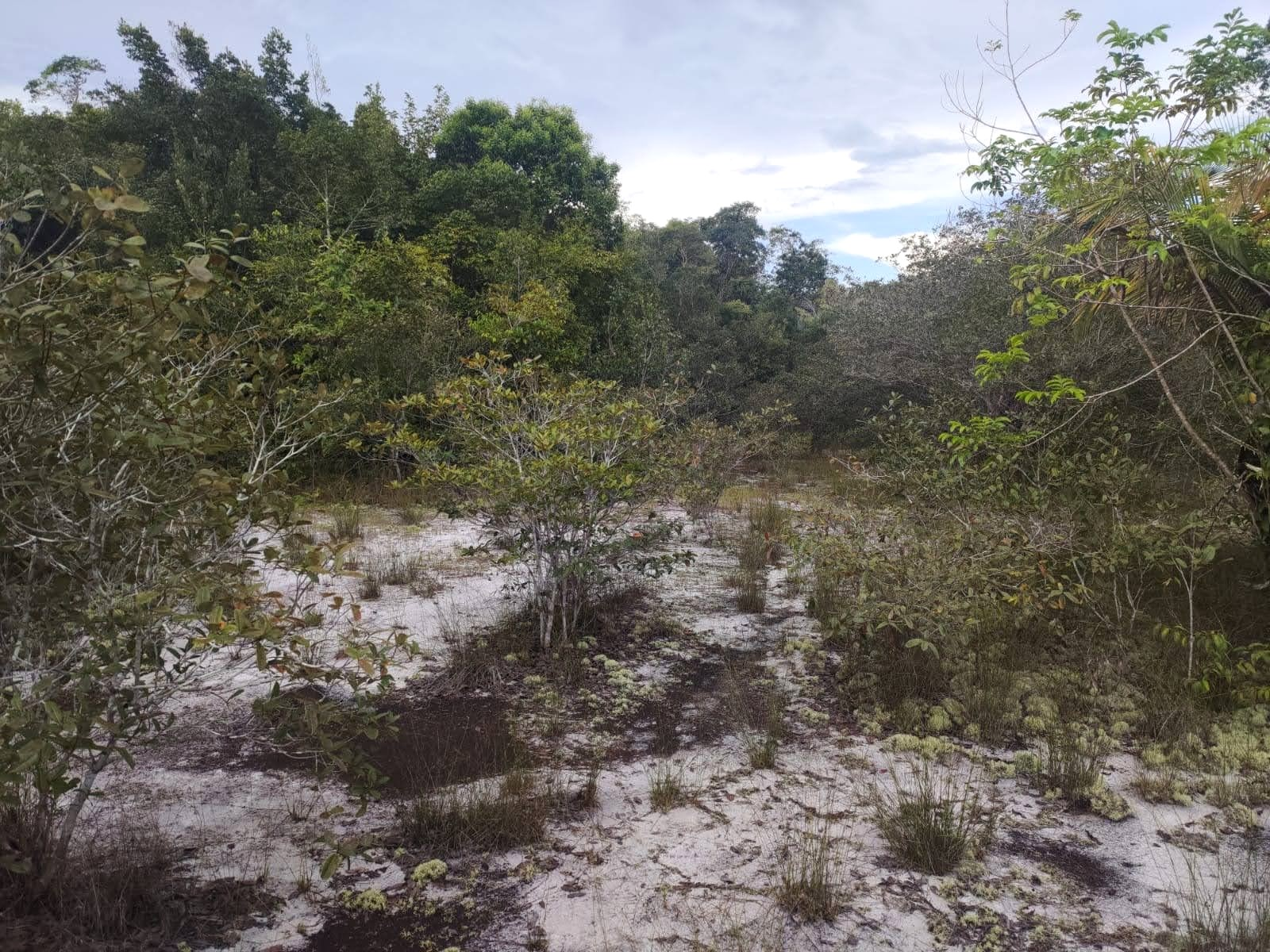
Bosque de «campina» de suelo arenoso, en Machadinho d'Oeste, Rondônia, ejemplo de hábitat de la especie.

Se distribuye desde el extremo este de Colombia, sur y sureste de Venezuela, Guyana, Surinam, Guayana francesa y Amazonia brasileña (cuenca del río Negro al este hasta Amapá y río Araguaia); registros aislados en el este de Perú (Loreto, Ucayali, Madre de Dios) y en el noreste de Bolivia (Beni, noreste de Santa Cruz), y en el suroeste de la Amazonia brasileña (sur de Amazonas, Acre, Rondônia).
Esta especie es considerada localmente bastante común en sus hábitats naturales: los bosques y matorrales de la sabana, los bosques enanos de várzea y también en galería, frecuentemente con suelo arenoso, prioncipalmente hasta los 700 m s. n. m. de altitud, llegando hasta los 1200 m.

## Descripción
Mide cerca de 12 cm de longitud. Presenta marcado dimorfismo sexual. El plumaje del macho es negro brillante; el de la hembra es verde oscuro en las partes superiores, garganta y pecho, volviéndose verde amarillento en el resto de las partes inferiores.

## Comportamiento
Es una ave muy discreta y furtiva, habita en el sotobosque de selvas guayanesas y amazónicas. Son muy calladas y las exhibiciones que realizan son mínimas (si en realidad realizan alguna), diferente de otros miembros de la familia.

## Sistemática

### Descripción original
La especie X. atronitens fue descrita por primera vez por el ornitólogo alemán Jean Cabanis en 1847 bajo el mismo nombre científico; su localidad tipo es: «Guyana».

### Etimología
El nombre genérico femenino «Xenopipo» se compone de la palabra del griego «xenos» que significa ‘extraño’, y del latín «pipō» que designa a un ‘pica-palo’ o ‘carpintero’, pero Cabanis igualó este término a «pipra», ave no identificada; y el nombre de la especie «atronitens», se compone de las palabras del latín «ater» que significa ‘negro’, y «nitens» que significa ‘brillante’.

### Taxonomía
La relación de hermana con Xenopipo uniformis está fuertemente soportada por los análisis genéticos recientes. Es monotípica.